# Pheidippos (Sohn des Thessalos)
Pheidippos (altgriechisch Φείδιππος Pheídippos) ist eine Gestalt der griechischen Mythologie.
Er war ein Sohn des Thessalos und Enkel des Herakles. Zusammen mit seinem Bruder Antiphos nahm er am Trojanischen Krieg teil. Die beiden Brüder kommandierten dabei die 30 Schiffe von den Sporaden.
Nach dem Ende des Krieges wurden sie nach Epirus verschlagen, wo Pheidippos die Stadt Ephyra gründete. Nach einer anderen Version des Mythos landete Pheidippos hingegen nach großen Irrwegen auf der Insel Kypros.